# Người Tatar
Tatar (tiếng Tatar: татарлар, tatarlar, تاتارلار; tiếng Tatar Krym: tatarlar, tiếng Turk cổ: 𐱃𐱃𐰺, đã Latinh hoá: Tatar; phiên âm cũ: Tác-ta hay Thát Đát) là tên gọi chung các bộ lạc hỗn hợp Đột Quyết, Mông Cổ và Thanh Tạng sống rải rác ở miền thảo nguyên Bắc-Trung Á trước khi Đế quốc Mông Cổ xuất hiện, họ nói tiếng Tatar. Quan niệm cũ coi các dân tộc du mục lập nên những triều đại ở Bột Hải, Liêu, Kim và nhóm Kazakh cũng là những thành phần của cộng đồng Tatar, ở Trung Quốc gọi là người Tháp Tháp Nhĩ tộc (塔塔尔) là một tộc người. Sử cũ Việt Nam và một số nước thường gọi chung người Mông Cổ và người Tatar là người Thái Đát hay Thát Đát tộc.
Vào thế kỷ 13 khi đế chế Mông Cổ trỗi dậy dưới sự trị vì của Thành Cát Tư Hãn thì đây cũng là giai đoạn hoàng kim trong lịch sử của dân tộc này cùng với đế chế Mông Cổ liên minh với nhau (Liên minh Tatar) và họ từng giày xéo khắp châu Âu và nước Nga rồi cai trị ở đó. Sau đó, qua quá trình diễn tiến lịch sử, dân tộc này ngày càng suy tàn và tản mác và bị sát nhập vào các dân tộc, quốc gia khác theo những thăng trầm biến cố lịch sử. Sau cuộc sát nhập bán đảo Krym vào Nga năm 2014, người Tatar được nhắc đến với nhóm người Tatar Krym sống trên bán đảo Krym khi mà quy chế cho họ còn là vấn đề thời sự, gợi nhớ lại sự kiện trục xuất người Tatar Krym trước đây.

## Lịch sử
Ngày nay, phần lớn cộng đồng người Tatar theo Hồi giáo và đa số người Tatar sống tản mác ở nhiều nơi, nhưng tập trung ở nước Nga, nơi mà dân tộc nhà cũng chia làm nhiều nhánh. Vào thế kỷ 13, đây là thời kỳ hoàng kim của họ, tổ tiên của các bộ tộc người Tatar này hợp chủng bằng hôn nhân với quân Mông Cổ lúc đó đang thống trị châu Á và nước Nga. Do đó, sử sách cổ thường nhầm lẫn giữa người Tatar và người Mông Cổ, nhiều sử liệu gọi chung là người Tatar. Người Thát Đát tộc thích tranh đấu người giỏi và chiến thắng trong các cuộc cạnh tranh được gọi là Dũng sĩ, giỏi cưỡi ngựa bắn cung, lấy săn bắn làm thú vui, lấy chăn nuôi để sinh sống. Không có quan hệ di truyền với tiếng Mông Cổ, ngôn ngữ của người Tatar thuộc ngữ hệ Turk.
Cho đến năm 1783, người Tatar cai trị Hãn quốc Krym (hiện giờ là nước Cộng hòa tự trị Krym thuộc Nga). Trong thời kỳ giao tranh với Nga thì lãnh thổ giữa Crimea và nhà nước Nga trong thế kỷ XVI là một cánh đồng hoang vắng mênh mông với đất đai màu mỡ và con sông Oka là biên giới chính và cuối cùng trên con đường của người Tatar hướng đến Moscow. Cách thức chiến tranh của người Tatar là chia thành nhiều nhóm nhỏ và cố gắng thu hút người Nga đến một hoặc hai nơi trên biên giới, sau đó họ đột kích biên giới và cướp bóc, đốt, tàn sát những người chống cự và dẫn đi không chỉ đàn ông, phụ nữ, trẻ em mà còn cả bò, ngựa, cừu, dê ở bất kỳ nơi nào không có binh lính bảo vệ. Trong khi những kỵ binh Tatar đánh lạc hướng sự chú ý của các lực lượng biên phòng của Nga, các đơn vị nhỏ khác đã có thể tàn phá và quay trở lại mà không bị thiệt hại nhiều. Các cuộc đột kích của người Tatar ngày càng yếu ớt và người Nga bắt đầu phản công thắng lợi sau đó. 

### Hiệu kì

Cờ của Hãn quốc Nogai.
Cờ của Hãn quốc Kim Trướng.
Cờ của Hãn quốc Kazan.
Hiệu kỳ của Tatarstan.
Cờ của người Tatar Krym.

### Ảnh hình

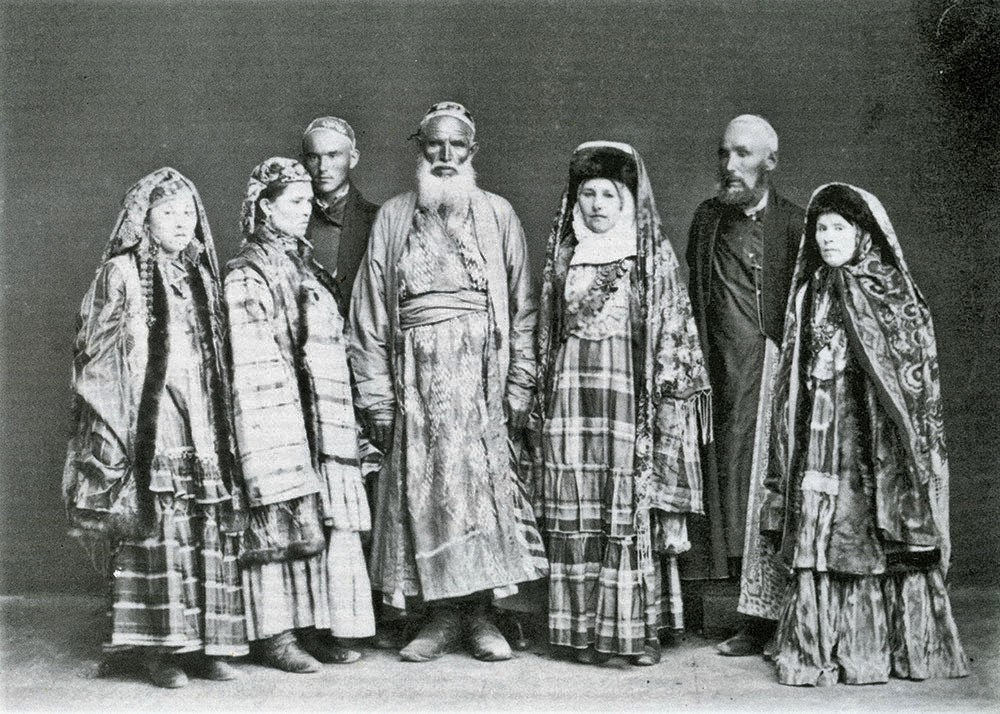
Người Tatar ở thành phố Kazan vào năm 1871.
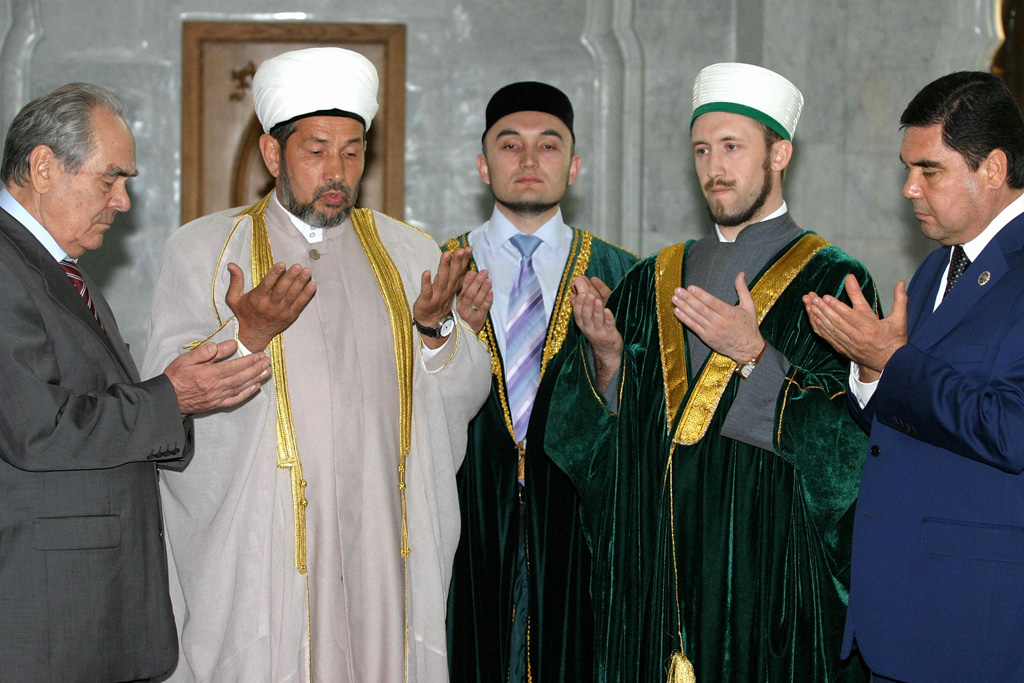
Mintimer Shaimiyev (bên trái), tổng thống Cộng hoà Tatarstan, đang ở tại Qolşärif Mosque, thành phố Kazan, cũng với tổng thống Cộng hoà Turkmenistan Gurbanguly Berdimuhamedow (bên phải).
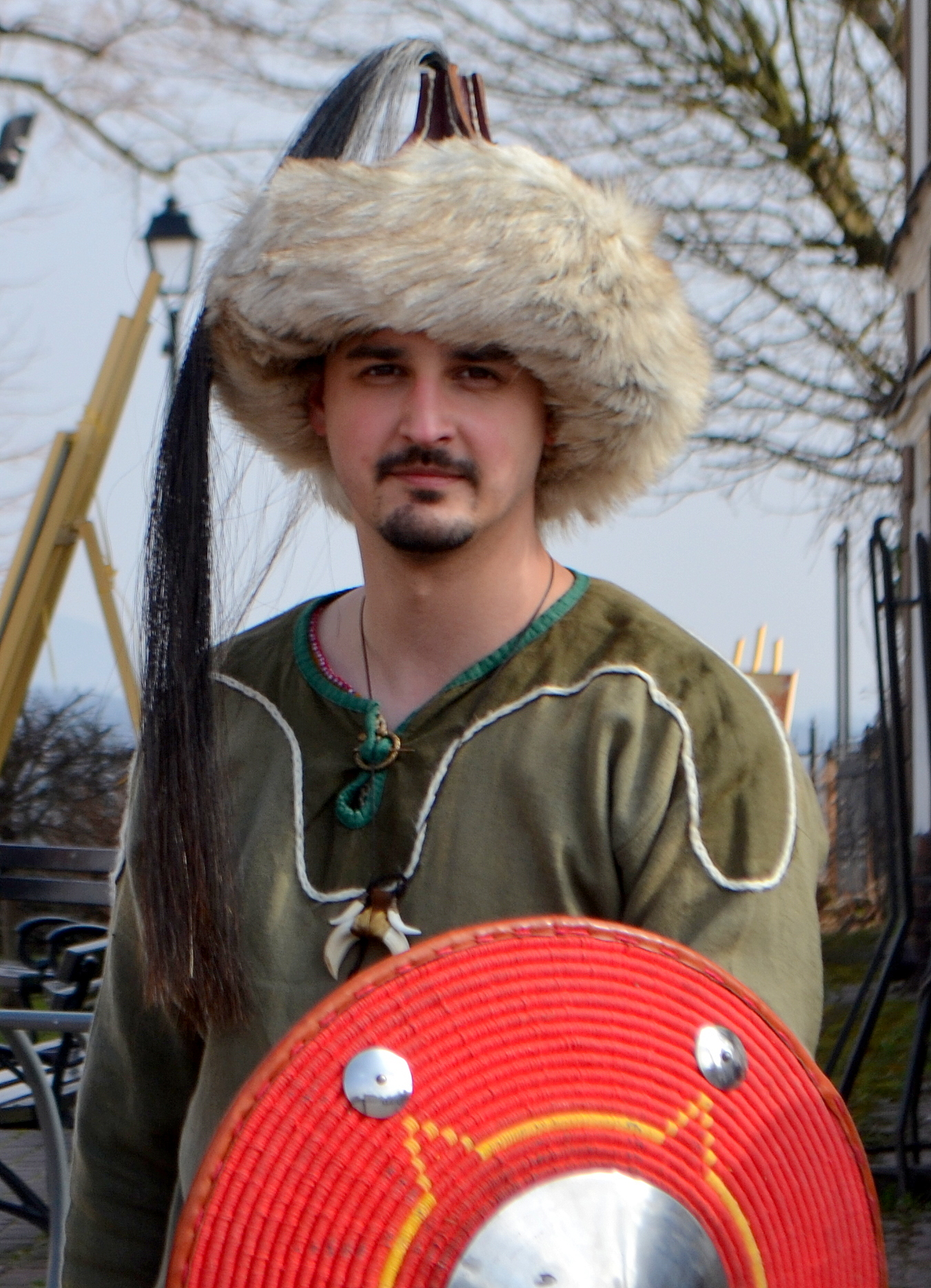
Một người nam Tatar đội mũ lông cáo
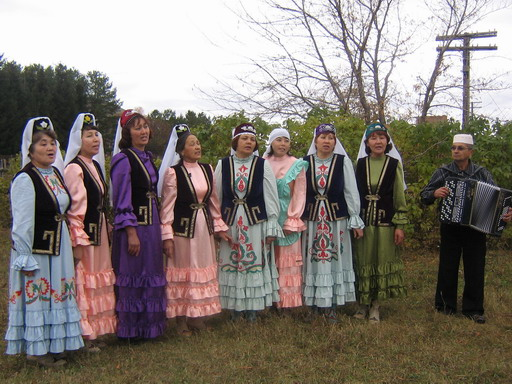
Một nhóm người Tatar Siberia.
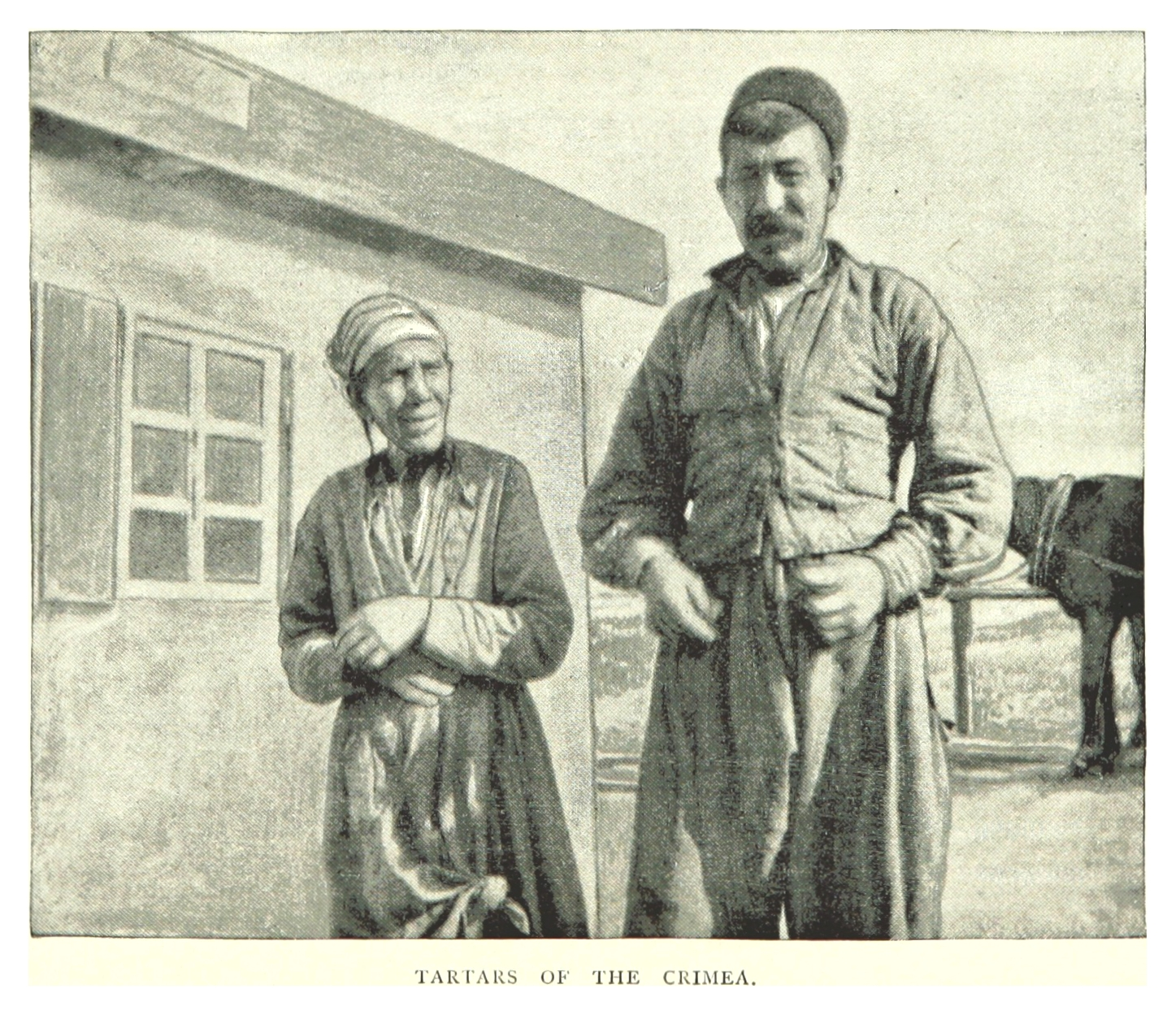
Người Tatar Krym vào năm 1891.
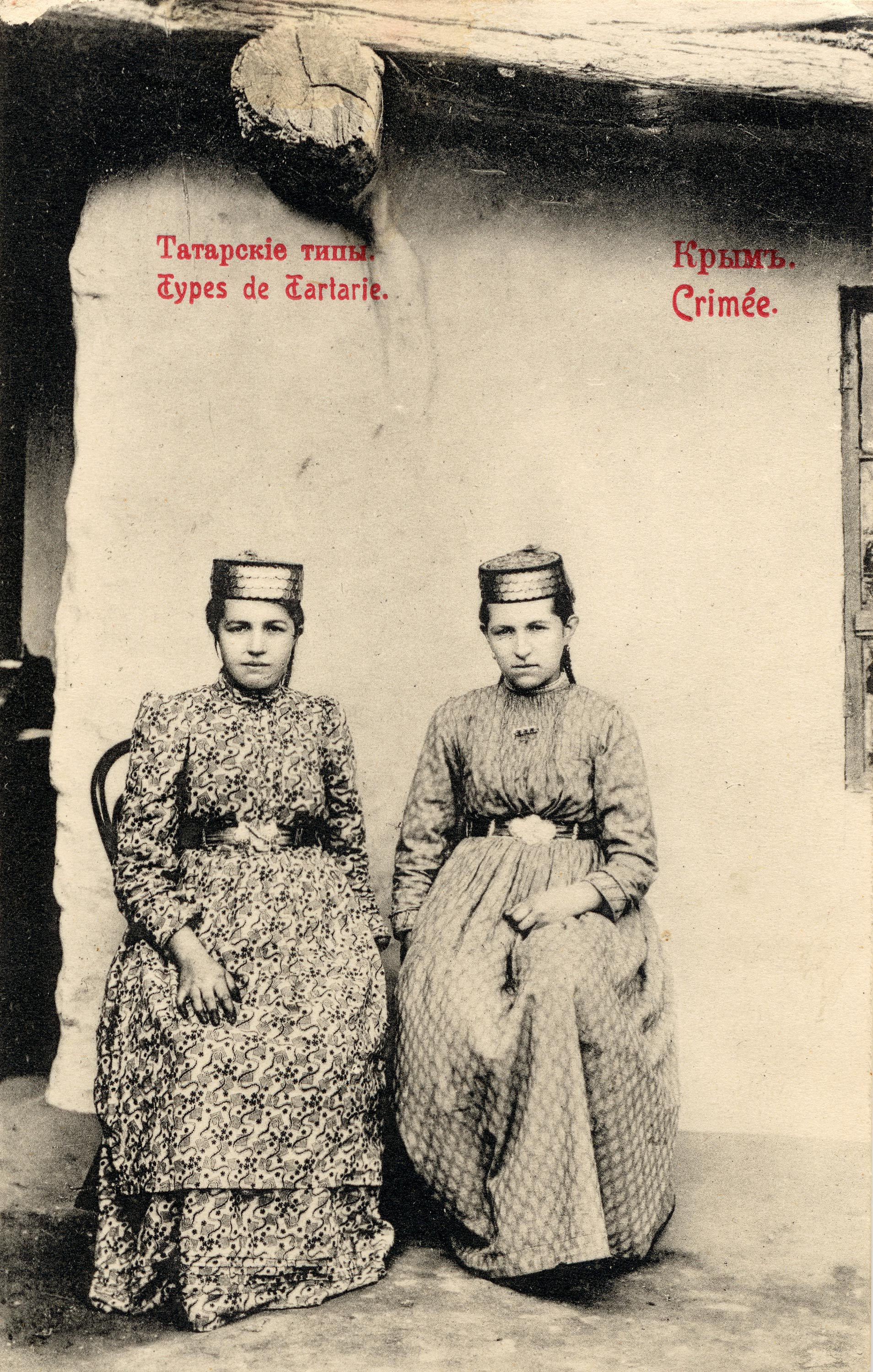
Hai người phụ nữ Tatar vào đầu thập niên 1900.
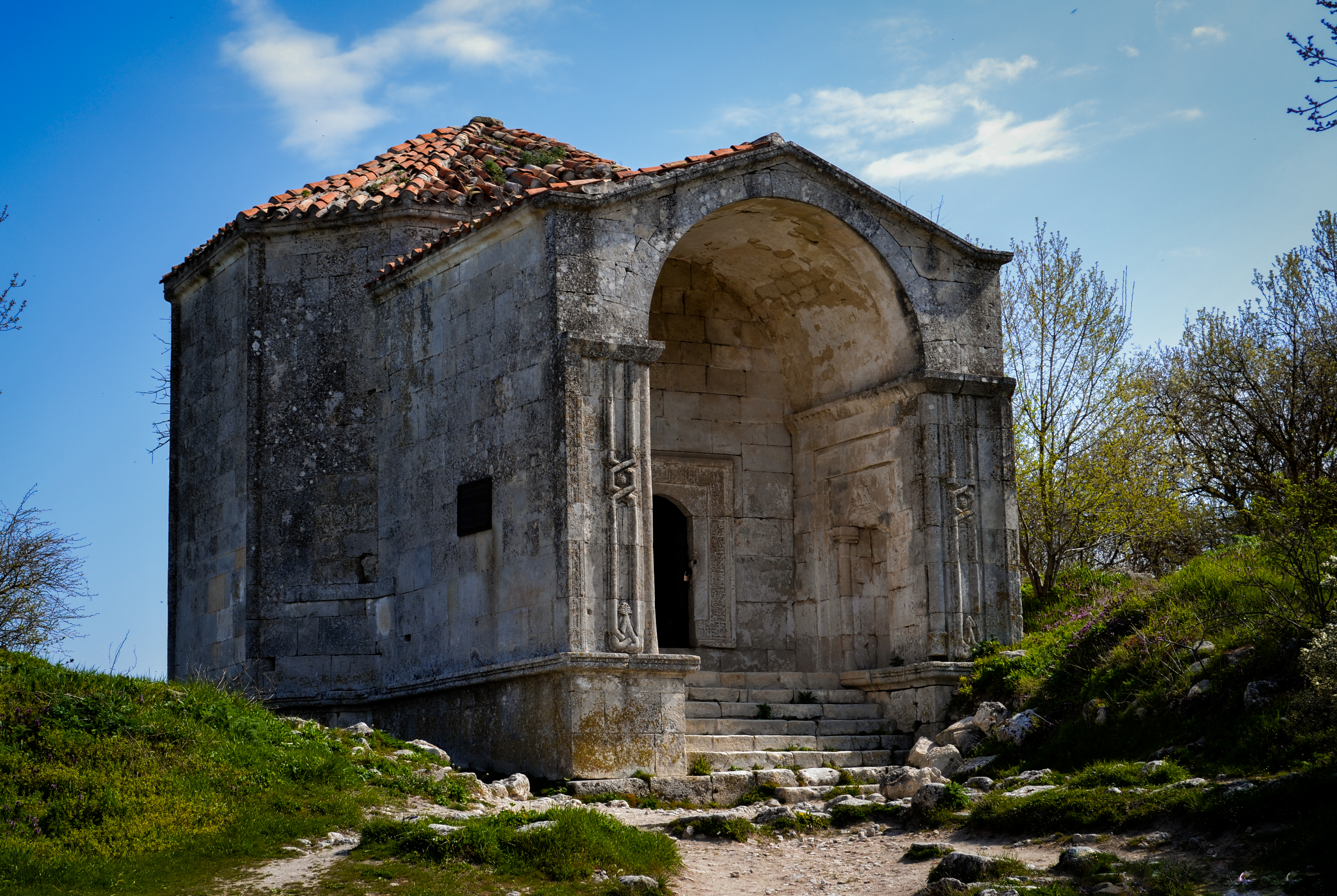
Di tích của người Tatar ở Krym

### Hoạ hình

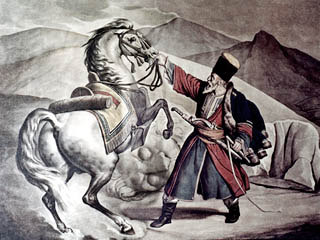
Một người Tatar và con ngựa.
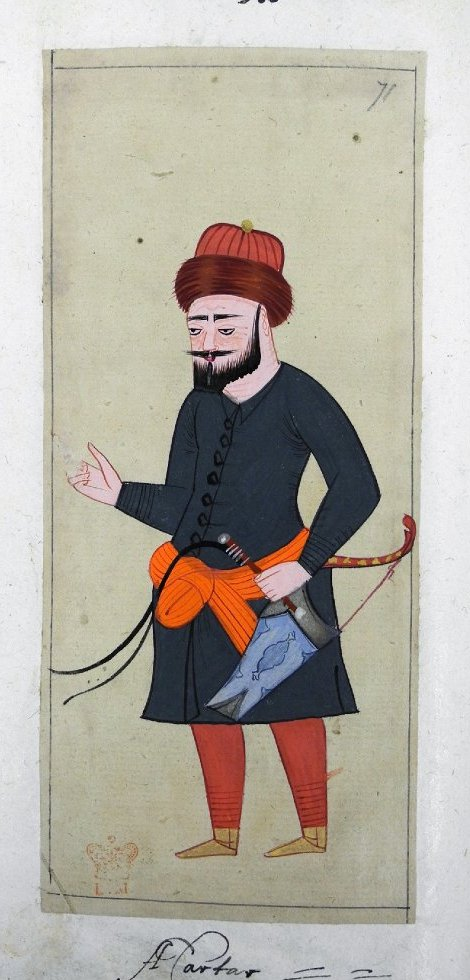
Người Tatar phục vụ tại Đế quốc Ottoman.
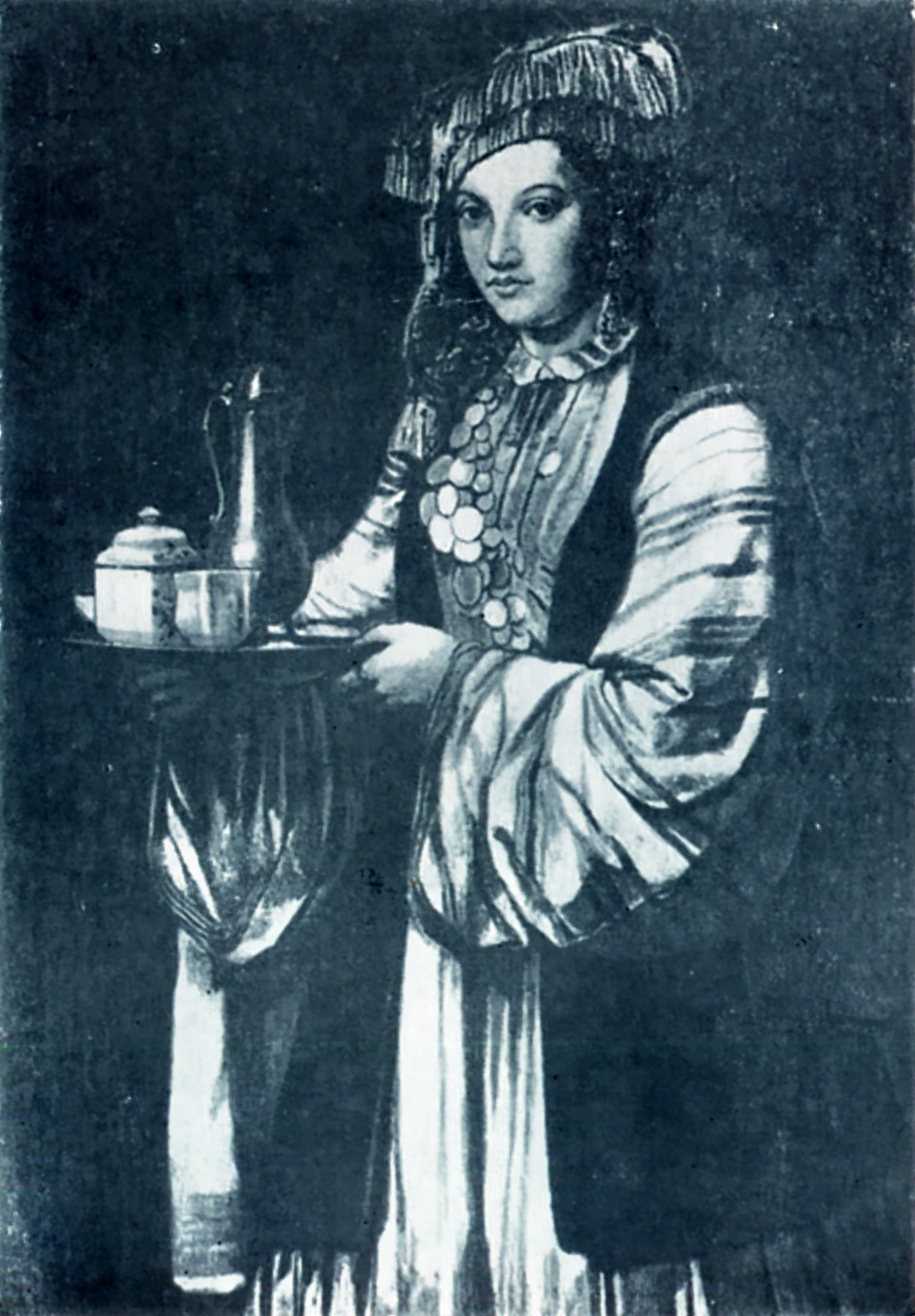
Phụ nữ người Tatar.
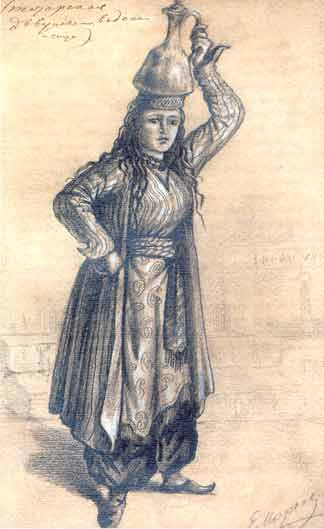
Phụ nữ người Tatar.
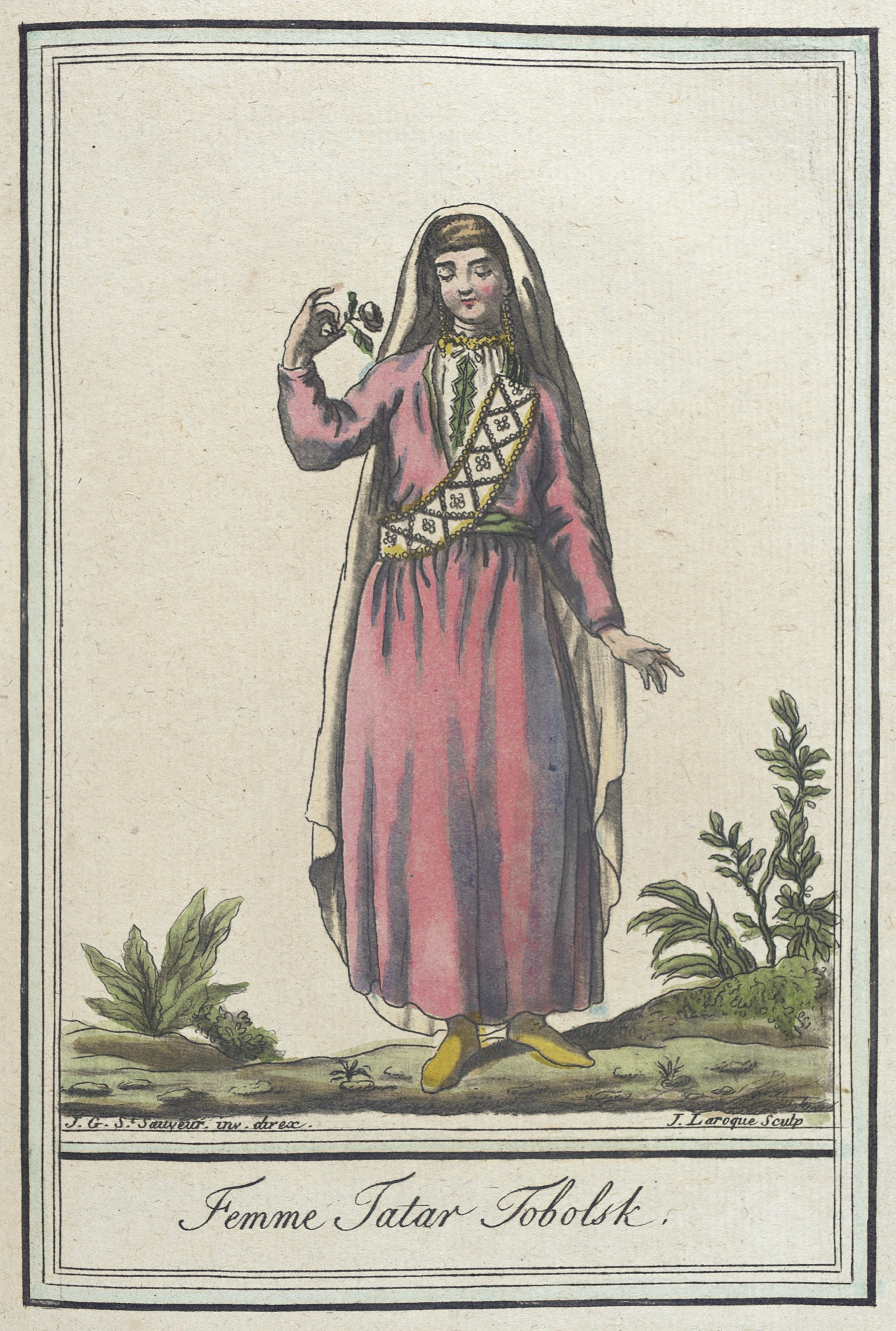
Phụ nữ người Tatar.
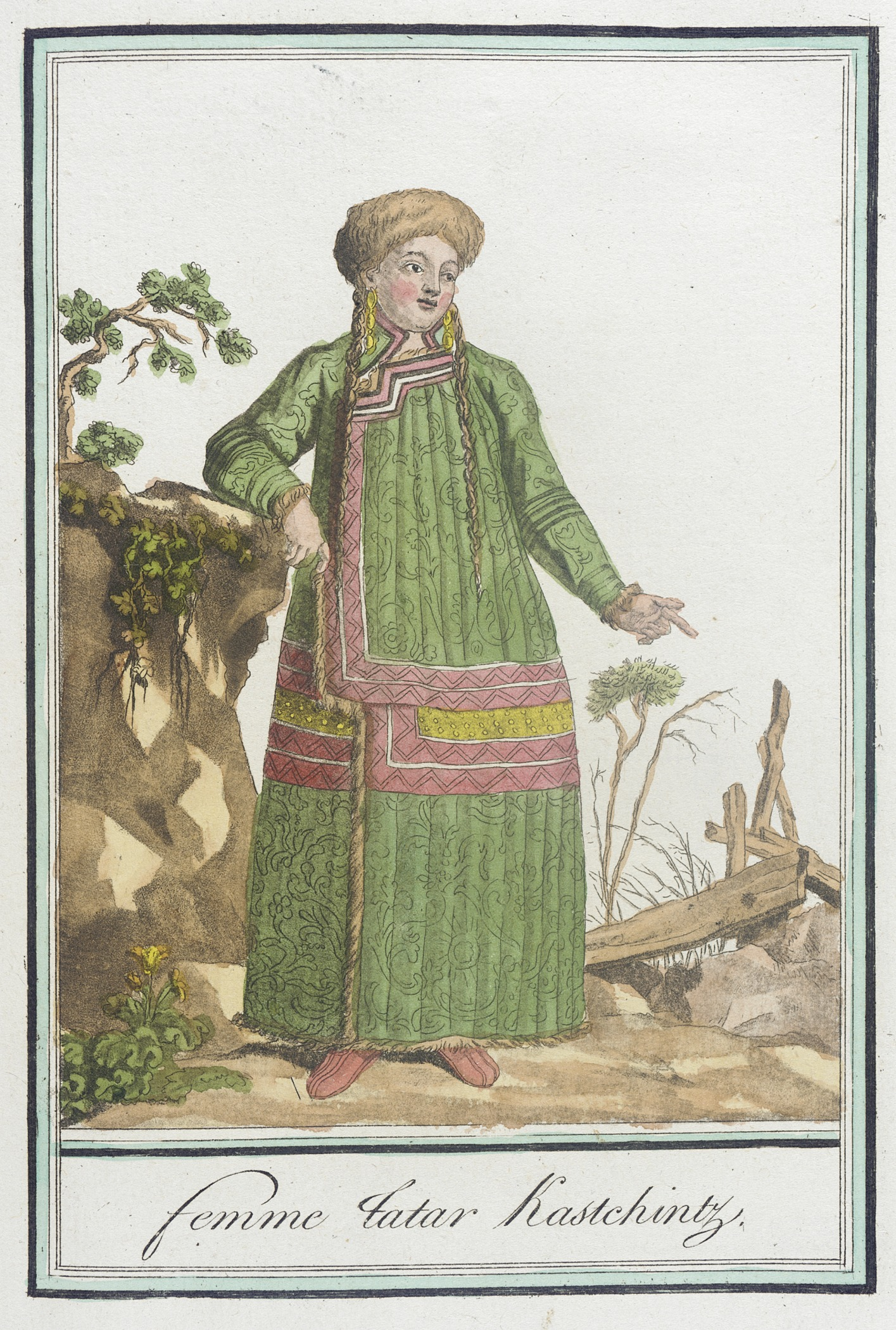
Phụ nữ người Tatar.
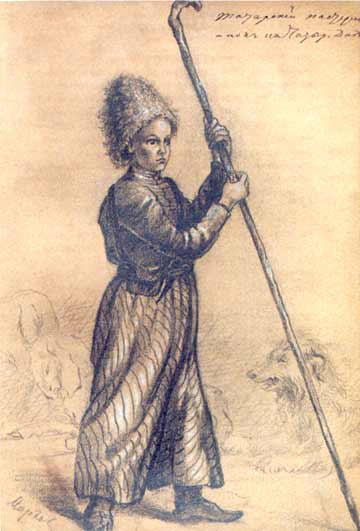
Một cậu bé chăn cừu người Tatar.
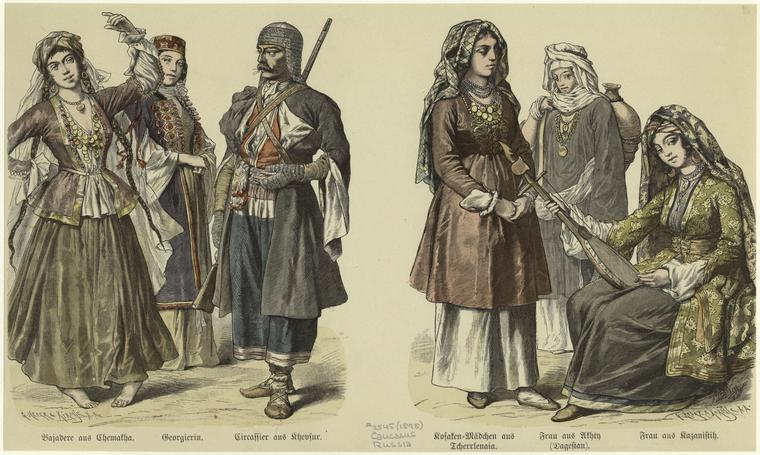
Một nhóm người Tatar.
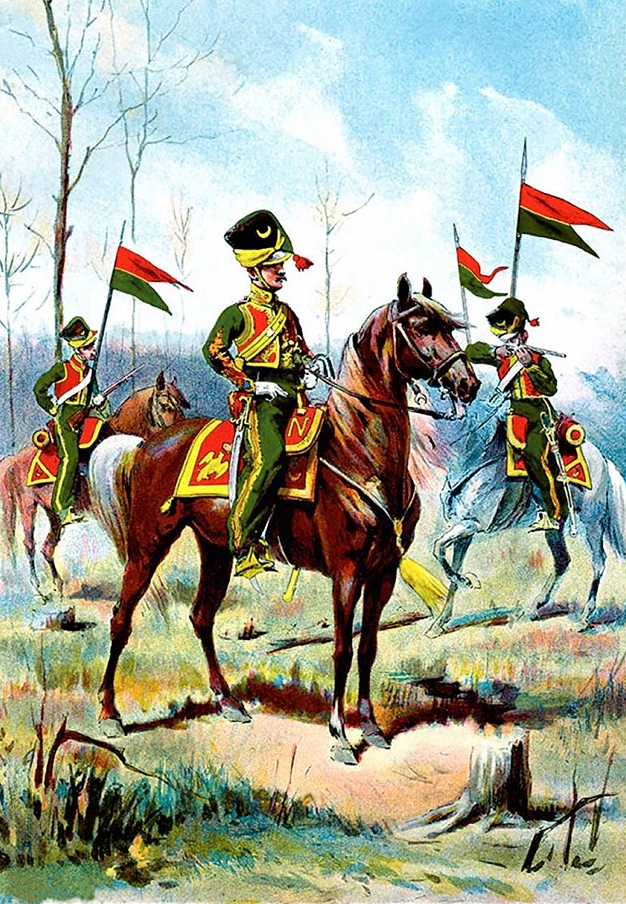
Một nhóm người Tatar Litva phục vụ dưới trướng của Napoleon.
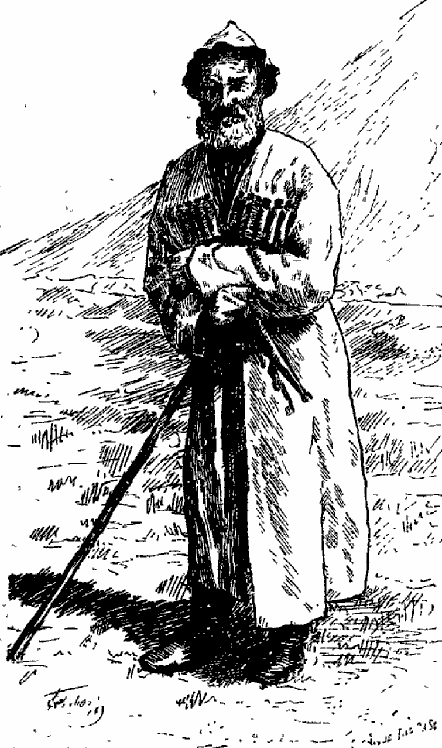
Người già Tatar.
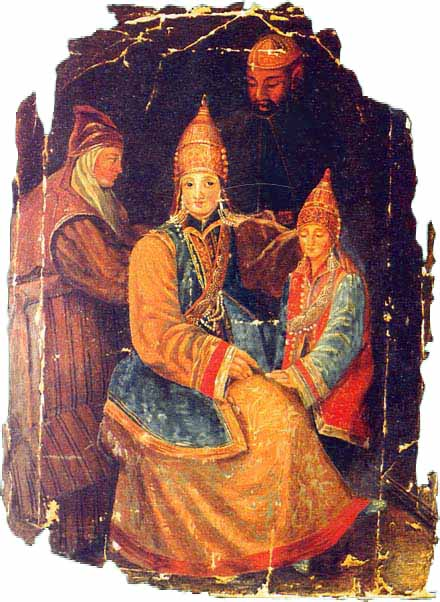
Một gia đình người Tatar.
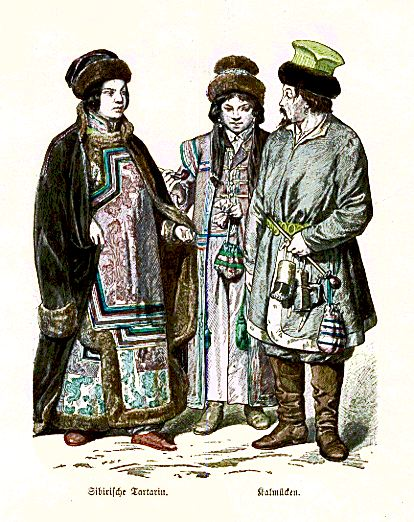
Một nhóm người Tatar Siberia.
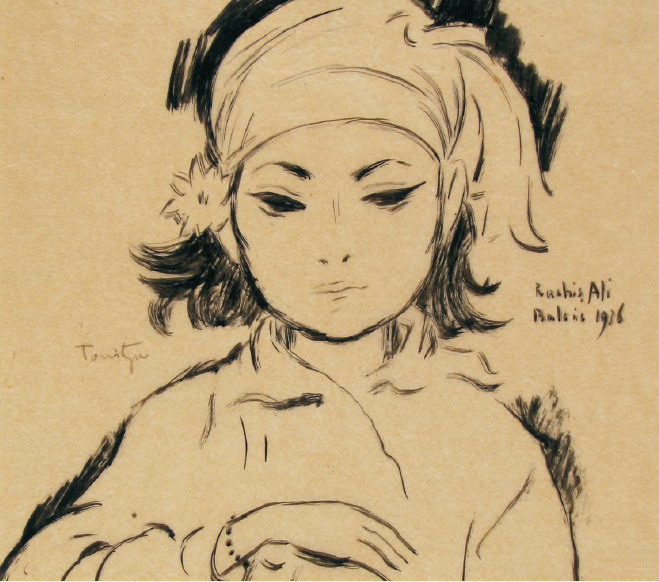
Một cô gái người Tatar.
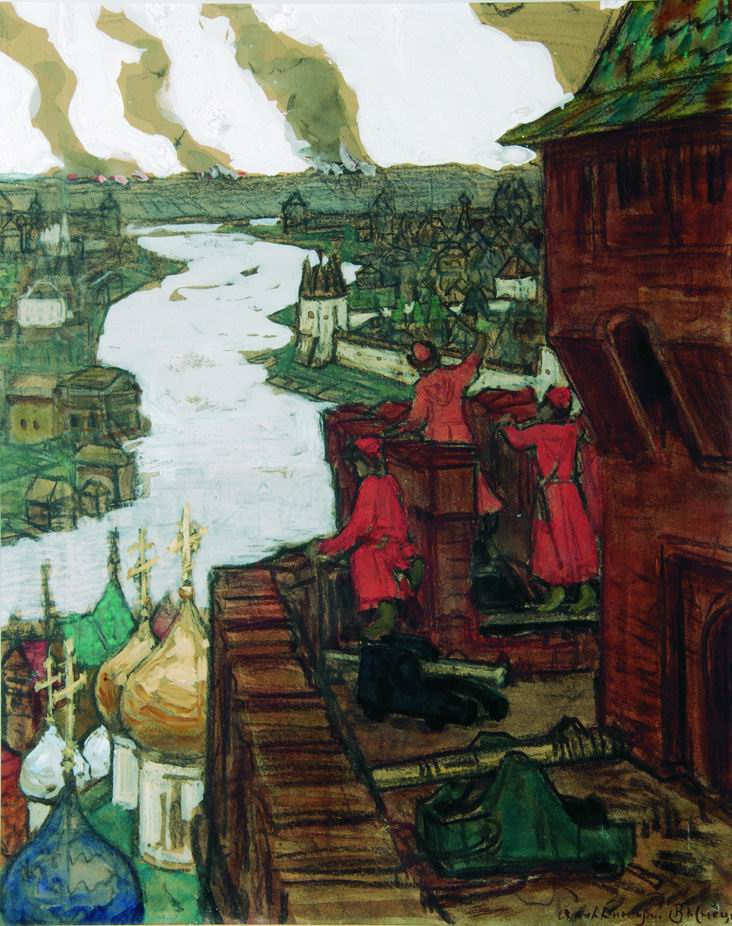
Cuộc công kích của người Tatar ở Moscow.
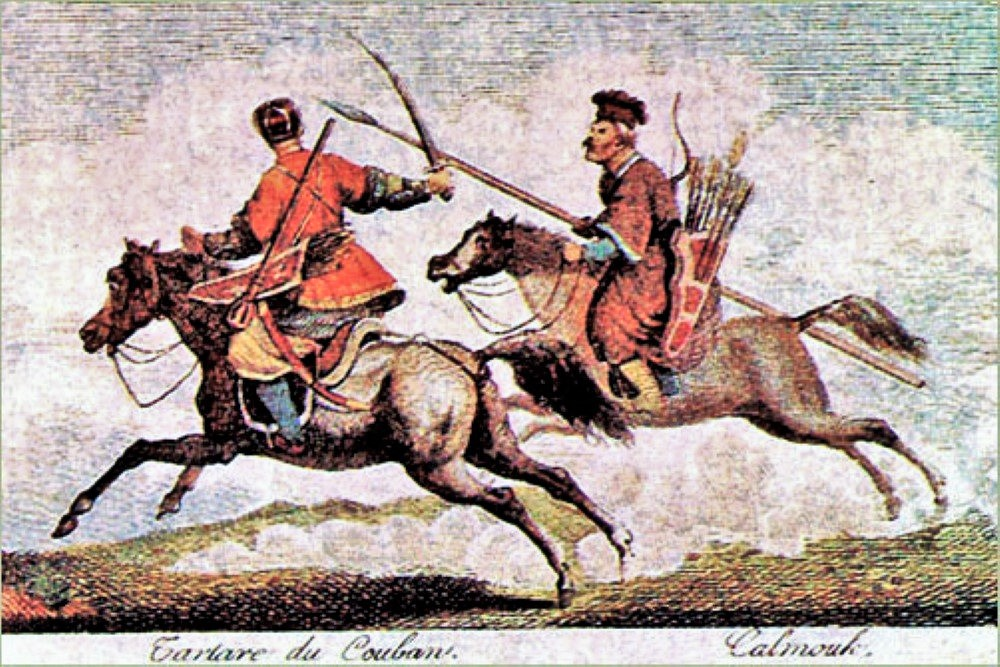
Hai người Tatar cưỡi ngựa.
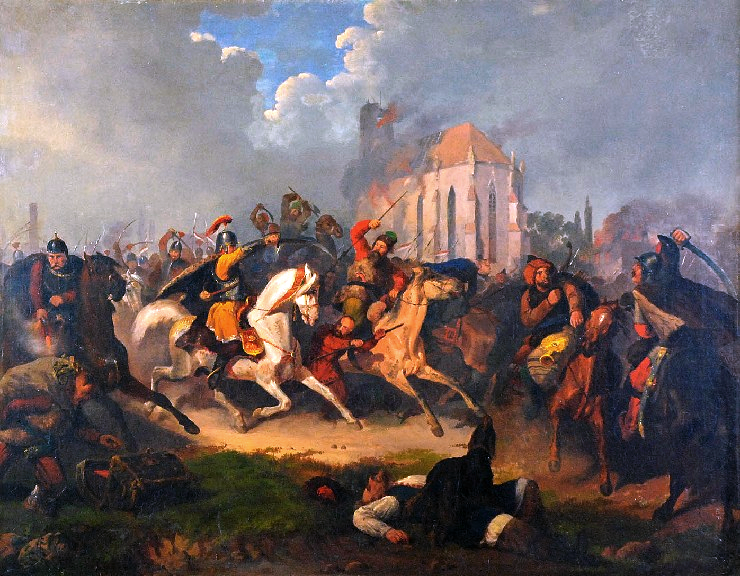
Cuộc phục hồi của các tù nhân Tatar.
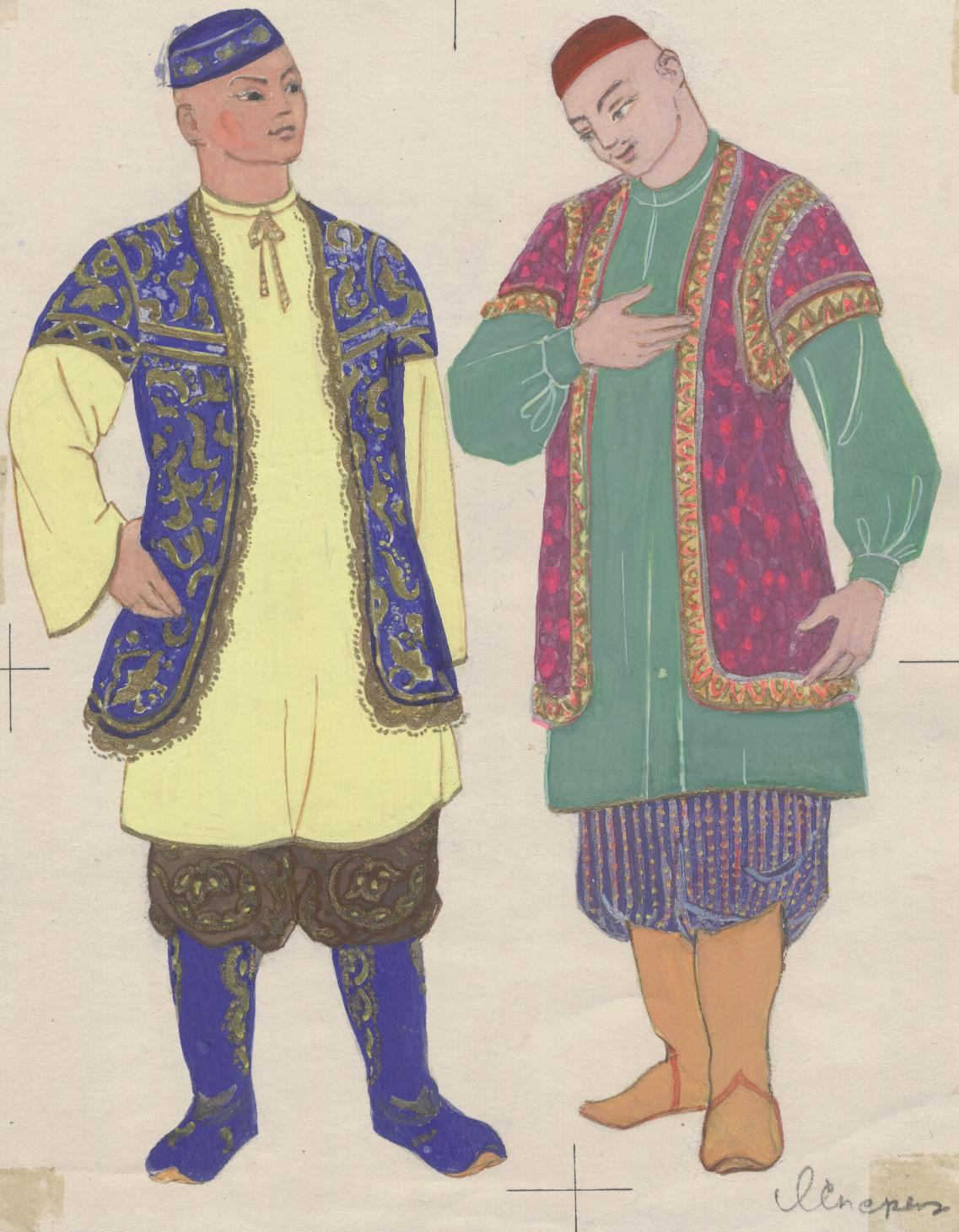
Trang phục của người Tatar.
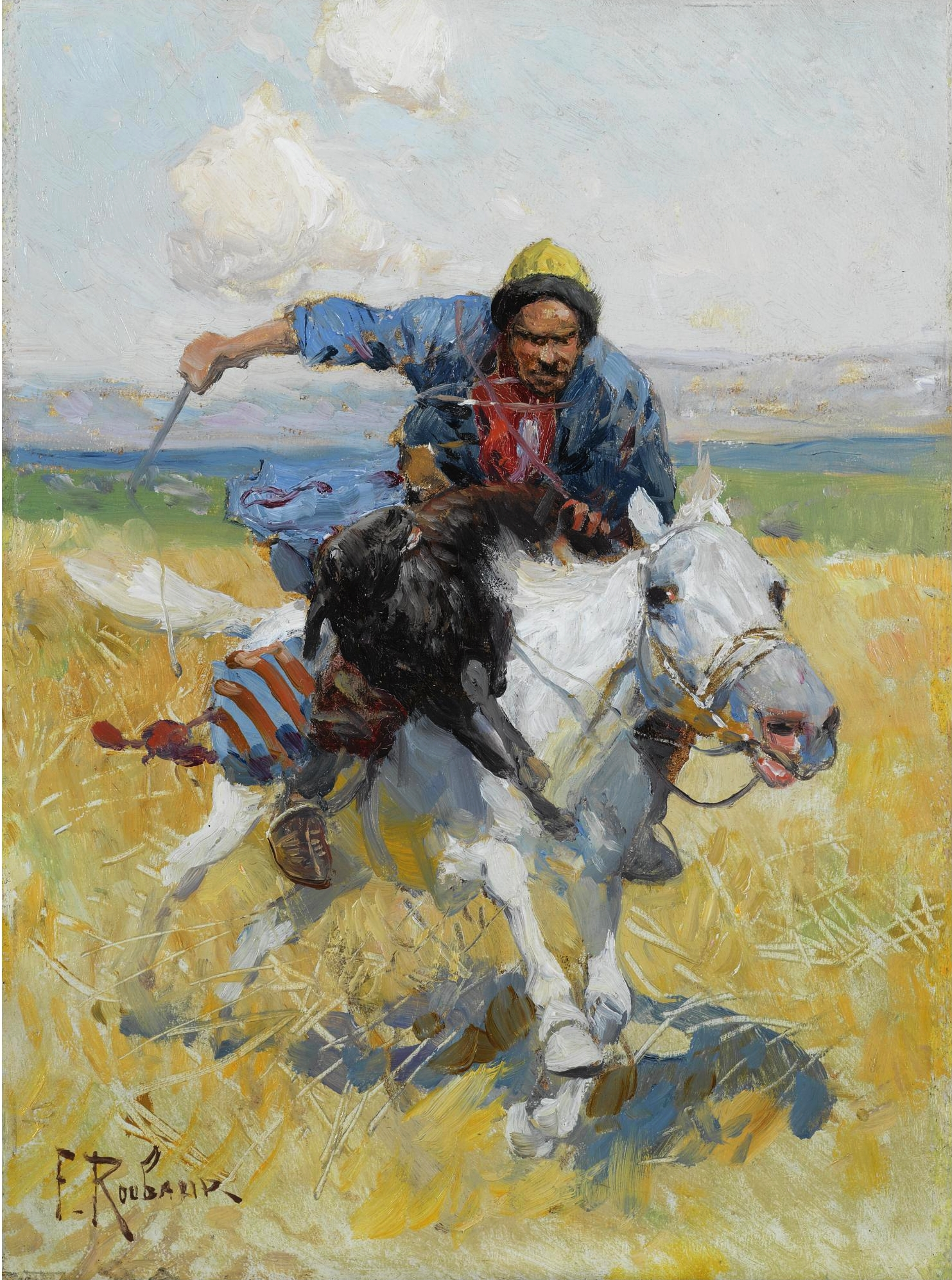
Một người Tatar đang cưỡi ngựa của mình.
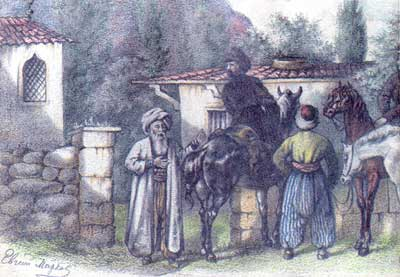
Một người Tatar đang mời khách.
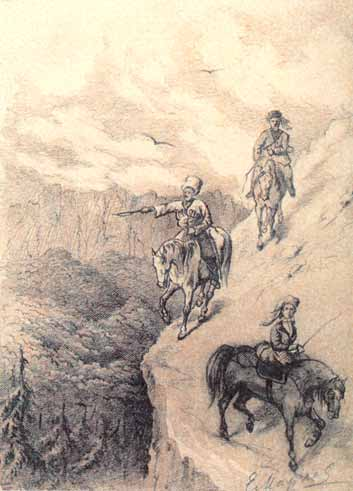
Những người cưỡi ngựa người Tatar.
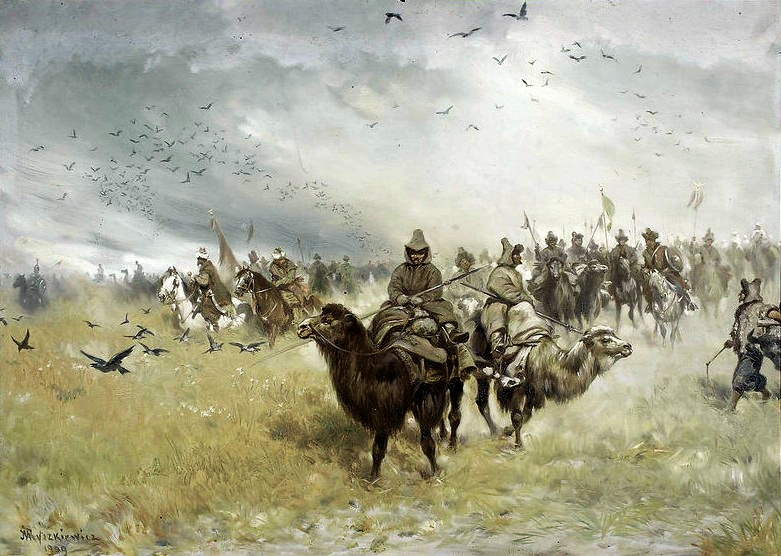
Người Tatar đang đi tiên phong trong quân đội Ottoman.
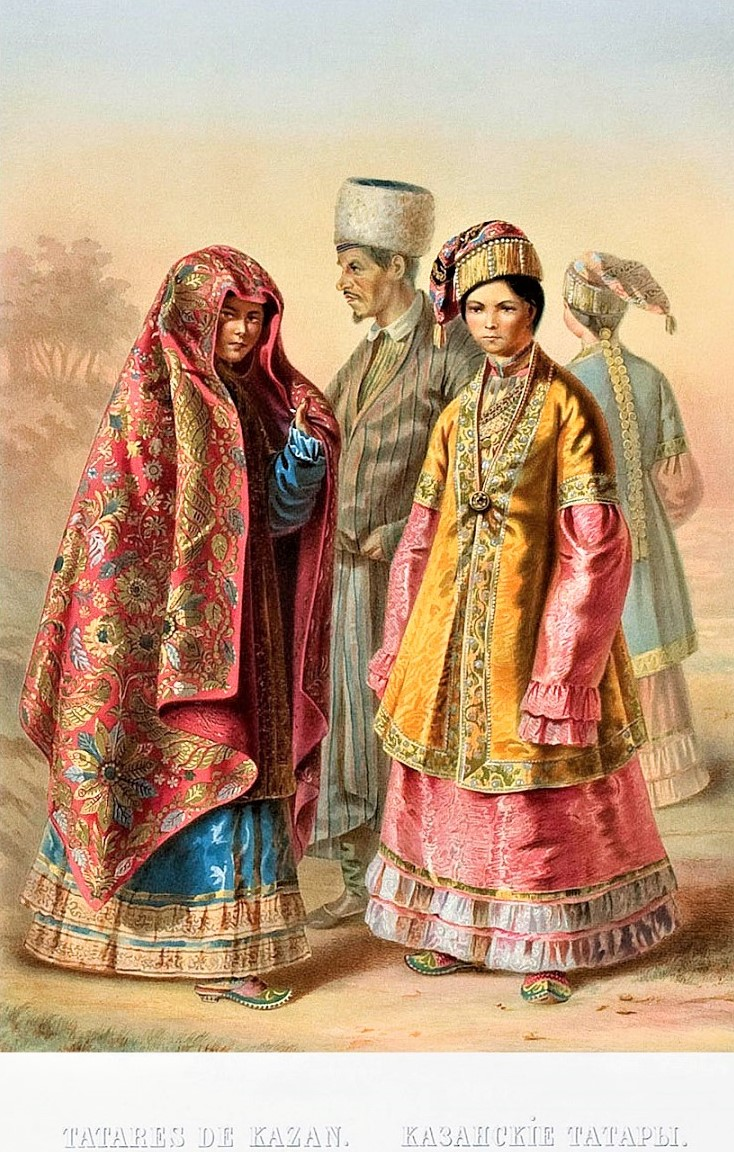
Những người Tatar Kazan vào năm 1862.

### Ngữ hệ

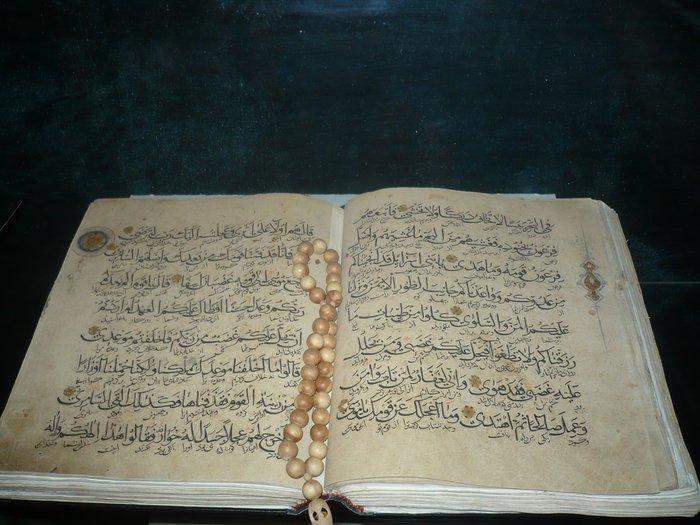
Quyển Qur'an của người Tatar.
Từ Qazan – قازان được viết bằng Yaña imlâ với ngữ nghĩa của một Zilant.
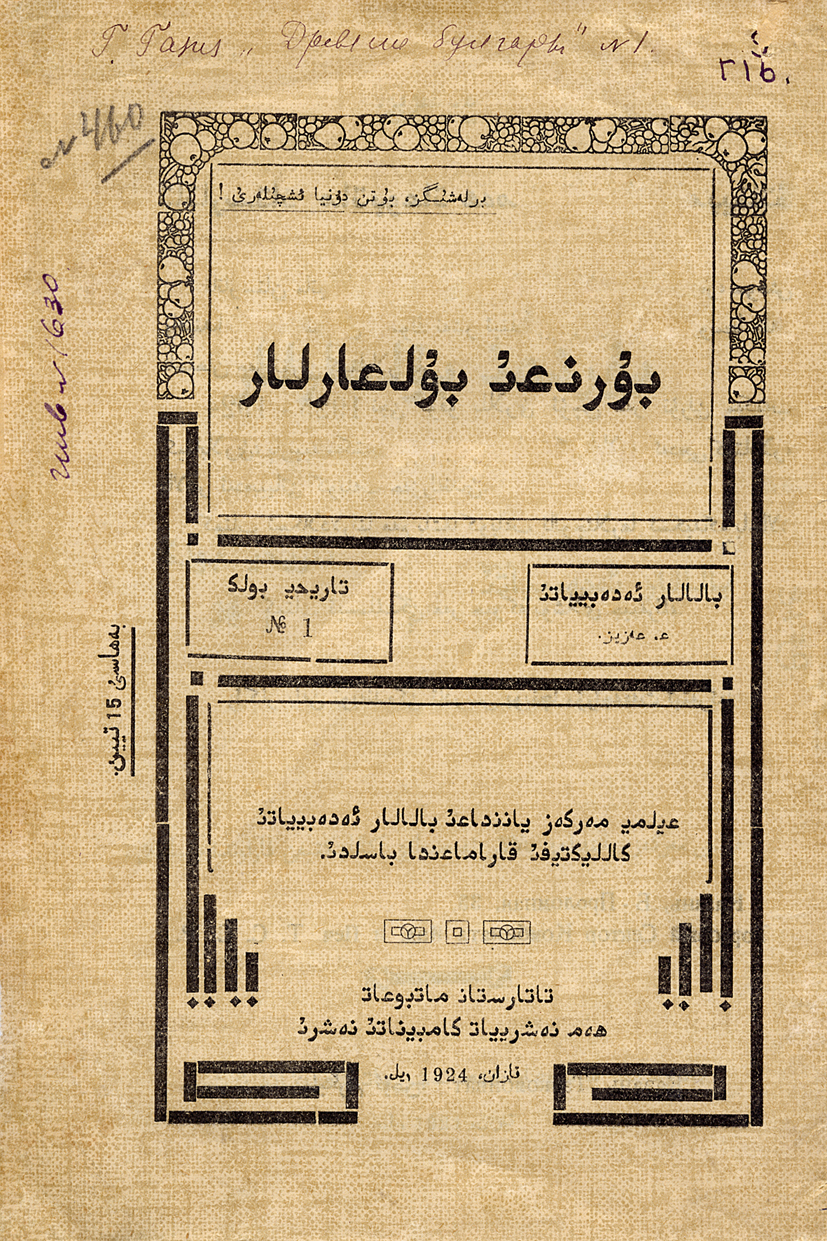
Bản sao cuốn sách của người Tatar Yana imla được in bằng ngôn ngữ Tatar tách biệt qua chữ viết Ả Rập vào năm 1924.
- Một cuốn sách chữ cái Tatar được in vào năm 1778 dùng chữ viết Ả Rập, còn văn bản Cyrillic được viết bằng tiếng Nga. Xem thêm: Хальфин, Сагит. Азбука татарского языка. — М., 1778. — 52 с.
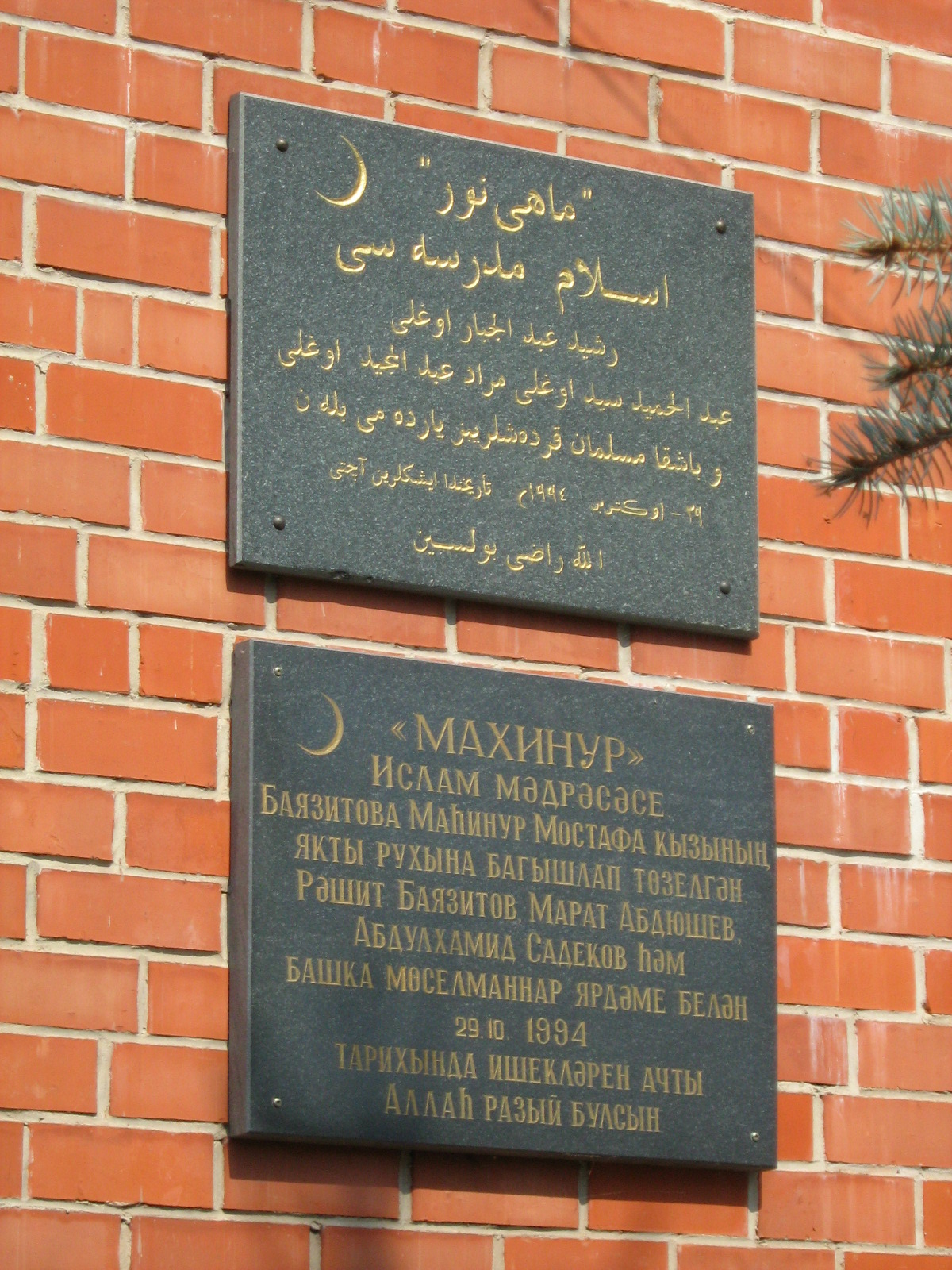
Biển hiệu tiếng Tatar trên tường của một ngôi trường tôn giáo - madrasah ở thành phố Nizhny Novgorod được viết bằng cả chữ viết Ả Rập và Cyrilic Tatar.